# Karen Margrethe Pedersen (født 1944)
 Ikke at forveksle med Karen Margrethe Pedersen (født 1949).
Karen Margrethe Pedersen (født 11. april 1944) er en dansk sprogforsker og lektor emerita ved Københavns Universitet som især har undersøgt de danske dialekters syntaks. Derudover har hun været ledende redaktør for Ømålsordbogen Pedersen betragter sig som Hjelmslev-inspireret strukturalist, men er også påvirket af sociolingvistik og Dansk Funktionel Lingvistik. Hun har været gæst på Sproglaboratoriet i 2014.

## Karriere
Pedersen voksede op nær Odense og blev matematisk student ved Odense Katedralskole i 1962. Hun studerede dansk med latin som bifag og blev cand.mag fra Københavns Universitet i 1971. Her blev hun ansat samme år på Institut for Dansk Dialektforskning. Her kom hun til at arbejde på Ømålsordbogen og gjorde vigtige fremskridt med dens lydbeskrivelse samt selve redigeringen af den. I 2005-2009 var hun med i projekter ScanDiaSyn og DanDiaSyn om nordisk og dansk dialektsyntaks. Til hendes 70-års fødselsdag i 2014 blev der udgivet et festskrift med en samling af udvalgte tidligere udgivne artikler af hende.